# 黄山街道 (徐州市)
黄山街道，是中华人民共和国江苏省徐州市云龙区下辖的一个乡镇级行政单位。

## 行政区划
黄山街道下辖以下地区：
民安社区、民建社区、梅园社区、育园社区、黄山垅社区、民强社区、店子社区、绿地南社区、坝山社区、工院社区、科苑社区和绿地北社区。